# Cama
Cama je kříženec velblouda jednohrbého a lamy krotké. První cama se narodila v Dubaji v roce 1998 a dostala jméno Rama. Životaschopný jedinec vznikl zkřížením velbloudího samce a samice lamy, vzhledem k rozdílné velikosti obou druhů bylo použito umělé oplodnění. 
Cama dosahuje výšky v kohoutku 125–140 cm a hmotnosti 50–70 kg. Pohlavně dospělá je ve čtyřech letech. Cílem šlechtitelů byl vytvořit zvíře, které by poskytovalo množství vlny jako lama a zároveň bylo schopno vykonávat těžké práce jako velbloud. 